# Stéphanie Cohen-Aloro
Stéphanie Cohen-Aloro (Párizs, 1983. március 18. –) francia teniszezőnő. Profi pályafutása 2001-ben kezdődött, legjobb világranglista-helyezését 2003 októberében érte amikor hatvanegyedik volt. Egyéniben hat, párosban kilenc ITF-tornát nyert.

## Eredményei Grand Slam-tornákon

### Egyéniben
| Torna           | 2009   | 2008   | 2007   | 2006   | 2005   | 2004   | 2003   | 2002   | 2001 | 2000   |
| --------------- | ------ | ------ | ------ | ------ | ------ | ------ | ------ | ------ | ---- | ------ |
| Australian Open | 2. kör | 1. kör | 1. kör | -      | 2. kör | 1. kör | -      | -      | -    | -      |
| Roland Garros   |        | 2. kör | 3. kör | 1. kör | 1. kör | 1. kör | 2. kör | 1. kör | -    | 1. kör |
| Wimbledon       |        | 1. kör | -      | -      | -      | 1. kör | 1. kör | -      | -    | -      |
| US Open         |        | 1. kör | 1. kör | -      | 1. kör | 1. kör | 2. kör | -      | -    | -      |

## Év végi világranglista-helyezései
| Év       | 2000 | 2001 | 2002 | 2003 | 2004 | 2005 | 2006 | 2007 | 2008 |
| Helyezés | 588. | 282. | 170. | 65.  | 112. | 105. | 148. | 117. | 101. |